# Bang (Đức)
Nước Đức được thành lập từ 16 bang (tiếng Đức: Land (số ít) hoặc Länder (số nhiều)), vì thế có quốc hiệu đầy đủ là Cộng hòa Liên bang Đức. Mỗi bang là một thực thể có chủ quyền, có hiến pháp riêng, có nghị viện riêng, có chính quyền riêng, có tòa án riêng. Tuy nhiên theo điều 31 Hiến pháp Đức thì Luật liên bang có giá trị trước luật lệ tiểu bang.
Bang chia làm hai loại: thành bang gồm 3 đơn vị và bang gồm 13 đơn vị.

## Phân cấp hành chính các bang
Thành bang (tiếng Đức: Stadtstaaten) là một bang đồng thời là một thành phố như Berlin hoặc Hamburg hoặc hai thành phố liên minh lại như ở bang Bremen. Thành bang không có các đơn vị hành chính địa phương nhỏ hơn, nhưng có thể phân thành các quận (Stadtbezirk) để quản lý.
Trong số các bang có 5 bang mà mỗi bang được phân thành các vùng hành chính (Regierungsbezirk). Mỗi vùng hành chính lại được phân thành các huyện (Landkreis) hoặc các đô thị độc lập (Kreisfreie Stadt). 8 bang khác được phân chia thẳng thành các huyện và đô thị độc lập. Đô thị độc lập không có các đơn vị hành chính nhỏ hơn, còn huyện lại được phân thành các xã (Gemeinde). Ở một số nơi, vài xã có thể liên hợp thành một cụm (Kommunalverbände).

### Các vùng hành chính
Từ tháng 3 năm 2012 chỉ còn có 19 vùng hành chính.
- Bang Baden-Württemberg có 4 vùng hành chính: Freiburg, Karlsruhe, Stuttgart, Tübingen.
- Bang Bayern có 7 vùng hành chính: Oberbayern, Niederbayern, Oberfranken, Mittelfranken, Unterfranken, Oberpfalz, Schwaben.
- Bang Hessen có 3 vùng hành chính: Darmstadt, Gießen, Kassel.
- Bang Nordrhein-Westfalen có 5 vùng hành chính: Arnsberg, Detmold, Düsseldorf, Köln, Münster.
- Bang Sachsen từ tháng 3 năm 2012 không còn vùng hành chính nữa.

### Huyện và đô thị độc lập
Huyện (tiếng Đức: Landkreis) là đơn vị hành chính địa phương cấp trung gian. Huyện đứng dưới bang, hoặc ở những bang có vùng hành chính thì huyện đứng dưới vùng hành chính. Huyện đứng trên xã, hoặc ở những nơi có cụm xã liên hợp thì huyện đứng trên cụm. Những đô thị có quy mô dân số trên 100.000 người thì thường không thuộc huyện mà tương đương huyện - đó là các đô thị độc lập (Kreisfreie Stadt). Tuy nhiên, có một số đô thị ở Nordrhein-Westfalen mặc dù có dân số trên 100.000 người vẫn không được độc lập.
Tùy theo quy mô của thành phố, phân cấp danh xưng sẽ khác nhau. Thông thường, nếu dân số chỉ trên 100.000 dân, thì gọi là Großstadt (thành phố lớn), trên 1 triệu dân gọi là Millionenstadt hay Metropole, trên 10 triệu thì gọi là Megastadt (siêu đô thị).
Cả nước Đức hiện có 313 huyện và 116 đô thị độc lập.

### Xã
Xã, hay chính xác hơn là Công xã (tiếng Đức: Gemeinde), là đơn vị độc lập nhỏ nhất. Trong nước Đức hiện thời có 12.320 xã và 248 vùng lãnh thổ không thuộc xã (Gemeindefreies Gebiet). Xã có những tổ chức công cộng mà được bầu trực tiếp. Một số xã được quyền mang tên thành phố (Stadt), có thể vì lý do lịch sử với nhiều quyền lợi đặc biệt (như tự lấy thuế) hoặc là những xã lớn, mà vì vị thế và vai trò của nó được gọi là thành phố (mỗi bang có quy luật khác nhau về điều này).
Tùy theo quy mô của thành phố, phân cấp danh xưng sẽ khác nhau. Thông thường, nếu dân số dưới 10 vạn dân sẽ được gọi là Mittelstadt (thành phố vừa), dưới 2 vạn là Kleinstadt (thành phố nhỏ) và dưới 5.000 dân là Landstadt (thị trấn).

## Danh sách các bang
| Niedersachsen Bremen Hamburg Mecklenburg-Vorpommern Sachsen-Anhalt Sachsen Brandenburg Berlin Thüringen Hessen Nordrhein-Westfalen Rheinland-Pfalz Bayern Baden-Württemberg Saarland Schleswig-Holstein | | Bang                   | Thủ phủ     | Diện tích (km²) | Dân số(2)  |
| --- | --- | ---------------------- | ----------- | --------------- | ---------- |
| Niedersachsen Bremen Hamburg Mecklenburg-Vorpommern Sachsen-Anhalt Sachsen Brandenburg Berlin Thüringen Hessen Nordrhein-Westfalen Rheinland-Pfalz Bayern Baden-Württemberg Saarland Schleswig-Holstein | 1 | Baden-Württemberg      | Stuttgart   | 35.751,65       | 10.717.000 |
| Niedersachsen Bremen Hamburg Mecklenburg-Vorpommern Sachsen-Anhalt Sachsen Brandenburg Berlin Thüringen Hessen Nordrhein-Westfalen Rheinland-Pfalz Bayern Baden-Württemberg Saarland Schleswig-Holstein | 2 | Bayern                 | München     | 70.549,19       | 12.444.000 |
| Niedersachsen Bremen Hamburg Mecklenburg-Vorpommern Sachsen-Anhalt Sachsen Brandenburg Berlin Thüringen Hessen Nordrhein-Westfalen Rheinland-Pfalz Bayern Baden-Württemberg Saarland Schleswig-Holstein | 3 | Berlin                 | (1)         | 891,75          | 3.388.000  |
| Niedersachsen Bremen Hamburg Mecklenburg-Vorpommern Sachsen-Anhalt Sachsen Brandenburg Berlin Thüringen Hessen Nordrhein-Westfalen Rheinland-Pfalz Bayern Baden-Württemberg Saarland Schleswig-Holstein | 4 | Brandenburg            | Potsdam     | 29.477,16       | 2.568.000  |
| Niedersachsen Bremen Hamburg Mecklenburg-Vorpommern Sachsen-Anhalt Sachsen Brandenburg Berlin Thüringen Hessen Nordrhein-Westfalen Rheinland-Pfalz Bayern Baden-Württemberg Saarland Schleswig-Holstein | 5 | Bremen                 | Bremen(1)   | 404,23          | 663.000    |
| Niedersachsen Bremen Hamburg Mecklenburg-Vorpommern Sachsen-Anhalt Sachsen Brandenburg Berlin Thüringen Hessen Nordrhein-Westfalen Rheinland-Pfalz Bayern Baden-Württemberg Saarland Schleswig-Holstein | 6 | Hamburg                | (1)         | 755,16          | 1.735.000  |
| Niedersachsen Bremen Hamburg Mecklenburg-Vorpommern Sachsen-Anhalt Sachsen Brandenburg Berlin Thüringen Hessen Nordrhein-Westfalen Rheinland-Pfalz Bayern Baden-Württemberg Saarland Schleswig-Holstein | 7 | Hessen                 | Wiesbaden   | 21.114,72       | 6.098.000  |
| Niedersachsen Bremen Hamburg Mecklenburg-Vorpommern Sachsen-Anhalt Sachsen Brandenburg Berlin Thüringen Hessen Nordrhein-Westfalen Rheinland-Pfalz Bayern Baden-Württemberg Saarland Schleswig-Holstein | 8 | Mecklenburg-Vorpommern | Schwerin    | 23.174,17       | 1.720.000  |
| Niedersachsen Bremen Hamburg Mecklenburg-Vorpommern Sachsen-Anhalt Sachsen Brandenburg Berlin Thüringen Hessen Nordrhein-Westfalen Rheinland-Pfalz Bayern Baden-Württemberg Saarland Schleswig-Holstein | 9 | Niedersachsen          | Hannover    | 47.618,24       | 8.001.000  |
| Niedersachsen Bremen Hamburg Mecklenburg-Vorpommern Sachsen-Anhalt Sachsen Brandenburg Berlin Thüringen Hessen Nordrhein-Westfalen Rheinland-Pfalz Bayern Baden-Württemberg Saarland Schleswig-Holstein | 10 | Nordrhein-Westfalen    | Düsseldorf  | 34.042,52       | 18.075.000 |
| Niedersachsen Bremen Hamburg Mecklenburg-Vorpommern Sachsen-Anhalt Sachsen Brandenburg Berlin Thüringen Hessen Nordrhein-Westfalen Rheinland-Pfalz Bayern Baden-Württemberg Saarland Schleswig-Holstein | 11 | Rheinland-Pfalz        | Mainz       | 19.847,39       | 4.061.000  |
| Niedersachsen Bremen Hamburg Mecklenburg-Vorpommern Sachsen-Anhalt Sachsen Brandenburg Berlin Thüringen Hessen Nordrhein-Westfalen Rheinland-Pfalz Bayern Baden-Württemberg Saarland Schleswig-Holstein | 12 | Saarland               | Saarbrücken | 2.568,65        | 1.056.000  |
| Niedersachsen Bremen Hamburg Mecklenburg-Vorpommern Sachsen-Anhalt Sachsen Brandenburg Berlin Thüringen Hessen Nordrhein-Westfalen Rheinland-Pfalz Bayern Baden-Württemberg Saarland Schleswig-Holstein | 13 | Sachsen                | Dresden     | 18.414,82       | 4.296.000  |
| Niedersachsen Bremen Hamburg Mecklenburg-Vorpommern Sachsen-Anhalt Sachsen Brandenburg Berlin Thüringen Hessen Nordrhein-Westfalen Rheinland-Pfalz Bayern Baden-Württemberg Saarland Schleswig-Holstein | 14 | Sachsen-Anhalt         | Magdeburg   | 20.445,26       | 2.494.000  |
| Niedersachsen Bremen Hamburg Mecklenburg-Vorpommern Sachsen-Anhalt Sachsen Brandenburg Berlin Thüringen Hessen Nordrhein-Westfalen Rheinland-Pfalz Bayern Baden-Württemberg Saarland Schleswig-Holstein | 15 | Schleswig-Holstein     | Kiel        | 15.763,18       | 2.829.000  |
| Niedersachsen Bremen Hamburg Mecklenburg-Vorpommern Sachsen-Anhalt Sachsen Brandenburg Berlin Thüringen Hessen Nordrhein-Westfalen Rheinland-Pfalz Bayern Baden-Württemberg Saarland Schleswig-Holstein | 16 | Thüringen              | Erfurt      | 16.172,14       | 2.355.000  |
| Niedersachsen Bremen Hamburg Mecklenburg-Vorpommern Sachsen-Anhalt Sachsen Brandenburg Berlin Thüringen Hessen Nordrhein-Westfalen Rheinland-Pfalz Bayern Baden-Württemberg Saarland Schleswig-Holstein | (1) Tiểu bang Berlin và Hamburg chỉ bao gồm thành phố cùng tên; Bremen cũng được xem là bang thành phố mặc dù còn thành phố Bremerhaven cũng thuộc về bang Bremen. (2) Thời điểm: 31 tháng 12 năm 2004 |                        |             |                 |            |

## Sự hình thành các bang sau 1945
Sau 1945 Đức bị 4 nước Mỹ, Anh, Pháp và Liên Xô chiếm đóng và chia ra làm 4 vùng.
- Vào tháng 8 năm 1946 theo quy định của chính quyền quân sự Anh, những vùng trước đây thuộc bang Phổ được tách ra và thành lập các bang mới như bang Hannover (sau này nhập với bang Braunschweig, Oldenburg, Schaumburg-Lippe thành bang Niedersachsen), Nordrhein-Westfalen và Schleswig-Holstein. Hamburg trở thành một thành bang riêng biệt.
- Bang Rheinland-Pfalz cũng được tạo ra vào năm 1946 theo quy định của chính quyền quân đội Pháp.
- 1947 Bang Lippe do thúc dục của chính quyền Anh từ bỏ sự độc lập, và sau khi đàm phán với cả hai bang nằm bên cạnh, Niedersachsen và Nordrhein-Westfalen, đã chọn Nordrhein-Westfalen.
- Hiến pháp bang Hessen được người dân chấp nhận qua một cuộc bỏ phiếu đã có hiệu lực vào ngày 1 tháng 12 năm 1946. Đây là hiến pháp đầu tiên sau cuộc chiến. Cùng vào ngày đó người dân bang Bayern cũng chấp nhận hiến pháp mới.
- Vào ngày 25 tháng 2 năm 1947 ủy ban kiểm soát của đồng minh quyết định giải thể bang Phổ. Brandenburg và Sachsen-Anhalt trở thành độc lập mặc dù trong hiến pháp đầu tiên chỉ gọi là vùng chứ không phải là bang. Trong vùng chiếm đóng của Liên Xô thì hiến pháp của bang độc lập Sachsen được ban hành vào tháng 2 năm 1947.
- Vào ngày 23 tháng 5 năm 1949 Hiến pháp (Grundgesetz) của nước Cộng hòa liên bang Đức được tuyên bố, với sự tham dự của các bang Schleswig-Holstein, Niedersachsen, Hamburg, Bremen, Nordrhein-Westfalen, Rheinland-Pfalz, Hessen, Württemberg-Baden, Baden, Württemberg-Hohenzollern và Bayern. Berlin (West) có một địa vị đặc biệt theo hiệp ước của 4 nước chiếm đóng, mặc dù theo hiến pháp mới đã được xem là một bang nước này.
- Sự thay đổi đầu tiên từ khi Cộng hòa liên bang Đức được thành lập, xảy ra vào ngày 25 tháng 4 năm 1952 khi Baden, Württemberg-Baden und Württemberg-Hohenzollern thống nhất thành bang Baden-Württemberg.
- Cùng vào năm đó mặc dù các bang của nước Cộng hòa dân chủ Đức không được chính thức bị giải thể, nhưng đã được chia ra thành 14 vùng hành chính. Đông Berlin (Ostsektor Berlin), không phải theo những luật lệ mới vì không thuộc nước này.[1]
- Cho đến năm 1962 thì Đông Berlin mới trở thành thủ đô và như vậy có địa vị của một vùng hành chính của nước Cộng hòa dân chủ Đức.[2]
- Bang Saarland mà độc lập nhưng nằm dưới sự bảo hộ của Pháp từ năm 1946 trở thành một bang của Cộng hòa liên bang Đức vào ngày 1 tháng giêng 1957 sau một cuộc trưng cầu dân ý.

### Năm bang mới
Vào tháng 7 năm 1990 các tỉnh thuộc Cộng hòa dân chủ Đức bị giải thể và 5 bang mà trước đây đã bị chia ra, được tái thiết lập. (Mecklenburg được mang lại tên Mecklenburg-Vorpommern, mà đã có từ năm 1945 tới năm 1947). Mecklenburg-Vorpommern, Brandenburg, Sachsen, Sachsen-Anhalt, Thüringen cũng như là Berlin (Đông và Tây Berlin nhập chung lại với nhau) vào ngày 3 tháng 10 năm 1990 theo như hợp đồng thống nhất (Einigungsvertrag) trở thành những bang mới của nước Cộng hòa liên bang Đức.

## Bang kỳ của các bang nước Đức
| Land Baden-Württemberg Tỷ lệ 2 cạnh đối: 3:5 | Freistaat Bayern 3:5             | Land Berlin 3:5             | Land Brandenburg 3:5            |
| Freie Hansestadt Bremen 2:3                  | Freie und Hansestadt Hamburg 2:3 | Land Hessen 3:5             | Land Mecklenburg-Vorpommern 3:5 |
| Land Niedersachsen 2:3                       | Land Nordrhein-Westfalen 3:5     | Land Rheinland-Pfalz 2:3    | Saarland 3:5                    |
| Freistaat Sachsen 3:5                        | Land Sachsen-Anhalt 3:5          | Land Schleswig-Holstein 3:5 | Freistaat Thüringen 1:2         |

Bên trên là bang kỳ của các bang. Mọi người dân đều có thể sử dụng nó nơi cộng cộng. Ngoài ra còn có bang kỳ hành chánh, chỉ có các cơ quan trực tiếp trực thuộc bang mới được phép treo.

Bang Bayern có hai cờ có giá trị như nhau. Cờ vạch ngang đã thấy ở trên. Cờ hình thoi nằm bên tay phải.

Trong những tiểu bang dưới đây thì không có sự khác biệt giữa bang kỳ và bang kỳ hành chánh: 

Bayern, Berlin, Brandenburg, Hamburg, Niedersachsen, Rheinland-Pfalz und Saarland.

Bang kỳ bang Bremen với huy hiệu (hai kiểu khác nhau) người dân cũng được phép sử dụng.

Bang kỳ hành chánh của các bang sau đây có thêm huy hiệu của bang: Baden-Württemberg, Hessen, Mecklenburg-Vorpommern, Nordrhein-Westfalen, Sachsen, Sachsen-Anhalt, Schleswig-Holstein, Thüringen.